# Anders Mol
Anders Berntsen Mol (Fusa, 2 de julho de 1997) é um ex-voleibolista indoor e jogador de vôlei de praia norueguês, com marca de alcance de 355 cm no ataque e 330 cm no bloqueio, e que foi medalhista de ouro na edição da FIVB World Tour Finals de 2018 na Alemanha, e conquistou o título do Circuito Mundial de Vôlei de Praia de 2018.

## Carreira
A família de Anders  são praticantes de voleibol e vôlei de praia, sendo filho da ex-voleibolista indoor e de praia Merita Berntsen, esta disputou os Jogos Olímpicos de Atlanta em 1996, e  Kåre Mol, que passou a ser técnico, então na adolescência aprendeu com eles a jogar no voleibol de praia além de dos quatro irmãos  Markus Mol, Adrian Mol, Hendrik Mol e Melina, estes também são praticantes das modalidades, e estreou ao lado de Martin Olimstad no Circuito Europeu de Vôlei de Praia Sub-18 de 2013 sediado em   Maladzyechna, e finalizaram na nona posição e com seu primo Mathias Berntsen disputou a CEV Continental Cup de Vôlei de Praia Infantojuvenil de 2014 em Antália, ocasião que finalizaram na décima primeira posição.
Com Mathias Berntsen disputou o Circuito Norueguês de Vôlei de Praia de 2014 e foram vice-campeões na etapa de Oslo,  obtendo os títulos do Hit Open e do Masters de Oddanesand, ainda conquistaram o bronze no Asker Open.No Circuito Mundial de Vôlei de Praia de 2014 conquistaram o vigésimo quinto lugar no Grand Slam de Stavanger. e juntos no ano seguinte foram terceiros colocados no mesmo circuito nas etapas de Amli e Kristiansand; neste mesmo ano disputaram a edição do Campeonato Europeu de Vôlei de Praia Sub-22, realizado em Macedo de Cavaleiros, ocasião que finalizaram na nona colocação e neste mesmo ano conquistaram a medalha de ouro na edição do Campeonato Europeu de Vôlei de Praia Sub-20 sediado em Lárnaca
No Circuito Mundial e Vôlei de Praia de 2016 competiu com Mathias Berntsen no Aberto de Kish terminando na trigésima terceira posição, mesmo posto obtido no Major Series de Porec, além do décimo terceiro lugar no Satélite de Vaduz,  na sequência disputaram o Campeonato Mundial de Vôlei de Praia Sub-21, disputado em Lucerna  e ao final encerram na quarta colocação; ainda obtiveram o quarto lugar no Circuito Europeu NEVZA de 2016 em Odense
No Circuito Norueguês de Vôlei de Praia de 2016 passou a competir com Aleksander Sandlie Sørum e conquistaram o terceiro lugar na etapa de Oslo e o vice-campeonato em Asker, e conquistaram a medalha de ouro no Campeonato Europeu de Vôlei de Praia Sub-20 neste mesmo ano, cuja sede foi Antália.; no circuito norueguês voltou a competir com Mathias Berntsen conquistando o título na outra etapa realizada em Oslo e o vice-campeonato em Fredrikstad Ainda pelo Circuito Mundial de Vôlei de Praia de 2016 formou dupla com Christian Sørum e alcançaram a quinta posição no Major Series de Klagenfurt; ainda juntos conquistara a medalha de ouro no Circuito Europeu NEVZA de 2016 sediado em Kuopio, mesmo feito que conseguiram na edição do Campeonato Europeu de Vôlei de Praia Sub-22 em Salonica 
No voleibol indoor foi convocado em 2016 para seleção norueguesa na categoria Sub-20, e disputou a edição do Campeonato Europeu de Voleibol Sub-20, cuja fase final ocorreu na Bulgária, exercendo a posição de ponteiro, vestindo a camisa # 2, terminou na vigésima primeira posição e foi contratado pelo clube belga Noliko Maaseik para as competições da temporada de 2016-17. E sagrou-se vice-campeão da Liga Belga A., foi campeão da Supercopa Belga de 2016 e vice-campeão também da Copa da Bélgica e ainda disputou por este clube a edição da Liga dos Campeões da Europa de 2016-17, vestindo a camisa # 12, encerrando na décima sexta colocação
Retornou para as areias e formando dupla com Sørum disputou o Circuito Mundial de Vôlei de Praia de 2017 alcançando a nona posição no torneio categoria três estrelas realizando em Moscou,  com Mathias Berntsen esteve na conquista da medalha de bronze no torneio duas estrelas em Espinho, e ainda com ele obteve  o vice-campeonato no Circuito Europeu NEVZA de 2017 realizado em Oslo, além da medalha de prata na edição do Campeonato Europeu de Vôlei de  Praia Sub-22 sediado em Baden, e com este atleta disputou pelo Circuito Mundial de 2017 o torneio categoria cinco estrelas de Porec, quando finalizaram em nono lugar, e obteve este mesmo posto ao lado de Christian Sandlie Sørum no torneio de mesma categoria realizado em Gstaad.
Ao lado de Sørum disputou o Masters de Ljubljana pelo Circuito Europeu de Vôlei de Praia de 2017 conquistando a medalha de ouro e o quinto lugar no CEV Finals realizado em Jūrmala..; e com este atleta chegou no quinto posto no torneio categoria uma estrela e Montpellier do Circuito Mundial de 2017-18, na sequência terminaram na quinta posição no torneio quatro estrelas de Haia, décimo sétimo posto no torneio cinco estrelas de Fort Lauderdale, nono lugar no torneio quatro estrelas de Doha, no quatro estrelas de Xiamen alcançou a quinta posição, décimo terceiro lugar no torneio quatro estrelas de Huntington Beach, foram vice-campeões no torneio quatro estrelas de Itapema, terceiro lugar no torneio uma estrela de Baden, desta vez ao lado de Bjarne Nikolai Huus; depois voltou atuar com Christian Sandlie Sørum, obtendo o vigésimo quinto lugar no torneio quatro estrelas em Ostrava, e na mesma categoria o quinto lugar em Espinho e obtiveram o nono lugar em Warsaw, conquistaram a medalha de ouro nos torneios cinco estrelas realizados em Gstaad e Viena  e foi premiado como melhor novato do circuito mundial de 2017. No Circuito Europeu de Vôlei de Praia de 2018 alcançou a nona posição no Masters de Pelhrimov e medalha de ouro em Haia e conquistaram a medalha de ouro na edição do FIVB World Tour Finals de 2018 realizado em Hamburgo, e ainda conquistaram o título da temporada do Circuito Mundial de Vôlei de Praia de 2018, ainda individualmente foi premiado como melhor bloqueador, jogador mais ofensivo, jogador que mais evoluiu e jogador mais marcante do ano. Obteve o ouro em Tóquio 2020 a derrotar Viacheslav Krasilnikov e Oleg Stoyanovskiy por 21–17 e 21–18 na final. Em 2022, conquistou o título do Campeonato Mundial em Roma.

## Títulos e resultados
- Torneio 5* de Vienna do Circuito Mundial de Vôlei de Praia de 2018[4]
- Torneio 5* de Gstaad do Circuito Mundial de Vôlei de Praia de 2018[4]
- Torneio 4* de Itapema do Circuito Mundial de Vôlei de Praia de 2018[4]
- Elite 16 de Doha do Circuito Mundial de Vôlei de Praia de 2024
- Torneio 1* de Baden do Circuito Mundial de Vôlei de Praia de 2017[4]
- Torneio 2* de Espinho do Circuito Mundial de Vôlei de Praia de 2017[4]
- Campeonato Mundial Vôlei de Praia Sub-21 de 2016[9]
- Etapa de Haia do Circuito Europeu de Vôlei de Praia de 2018[4]
- Masters de Ljubljana do Circuito Europeu de Vôlei de Praia de 2017[4]
- Etapa Kuopio do Circuito Europeu NEVZA de Vôlei de Praia de 2016[4]
- Etapa Oslo do Circuito Europeu NEVZA de Vôlei de Praia de 2016[4]
- Etapa Odense do Circuito Europeu NEVZA de Vôlei de Praia de 2016[4]
- Etapa I de Oslo do Circuito Norueguês de Vôlei de Praia de 2016[4]
- Masters de Oddanesand do Circuito Norueguês de Vôlei de Praia de 2014[4]
- Hit Open do Circuito Norueguês de Vôlei de Praia de 2014[4]
- Etapa de Fredrikstad do Circuito Norueguês de Vôlei de Praia de 2016[4]
- Etapa de Asker do Circuito Norueguês de Vôlei de Praia de 2016[4]
- Etapa de Oslo do Circuito Norueguês de Vôlei de Praia de 2014[4]
- Etapa I de Oslo do Circuito Norueguês de Vôlei de Praia de 2016[4]
- Etapa de Kristiansand do Circuito Norueguês de Vôlei de Praia de 2015[4]
- Etapa de Amli do Circuito Norueguês de Vôlei de Praia de 2015[4]
- Asker Open do Circuito Norueguês de Vôlei de Praia de 2014[4]
- Supercopa da Bélgica:2016[15]
- Liga A Belga:2016-17[14]
- Copa da Bélgica:2017[15]

## Premiações individuais
- Jogador Mais Marcante do Ano do Circuito Mundial de Voleibol de Praia de 2018[22]
- Jogador que Mais Evoluiu do Circuito Mundial de Voleibol de Praia de 2018[22]
- Melhor Jogador Mais Ofensivo do Ano do Circuito Mundial de Voleibol de Praia de 2018[22]
- Melhor Bloqueador do Circuito Mundial de Voleibol de Praia de 2018[22]
- Melhor Novato do Circuito Mundial de Voleibol de Praia de 2017[19]